# Финансирование
Финанси́рование (англ. funding) — обеспечение финансовыми ресурсами (денежными средствами) организаций и предприятий, различных экономических проектов. Может осуществляться как из собственных средств организаций и предприятия, так и из государственных источников, из средств бюджетов всех уровней, кредитных средств, взносов юридических и физических лиц. Если финансирование предприятий, учреждения и организаций осуществляется государством, это предусматривает безвозмездное и безвозвратное предоставление денежных средств в разных формах для осуществления их текущей деятельности.

## История возникновения понятия
В древние времена древние шумеры, вавилоняне и египтяне использовали формы финансирования, такие как кредиты с процентами и бартерные сделки. Храмы и дворцы действовали как хранители денег и кредиторы для торговцев и фермеров.
В средневековой Европе банкиры и торговцы играли важную роль в финансировании торговли и коммерции. Еврейские банкиры были особенно активны в предоставлении кредитов, поскольку христианам было запрещено взимать проценты. Возникновение векселей и аккредитивов облегчило торговлю на дальние расстояния.
В эпоху Возрождения и Просвещения банкиры в городах-государствах Италии, таких как Венеция и Флоренция, стали крупными кредиторами правительств и торговых компаний. Развитие двойной бухгалтерии и финансового учета позволило более точно отслеживать и управлять финансами.
В 19 веке промышленная революция привела к росту необходимости в финансировании для капитальных проектов. Возникновение акционерных обществ позволило предприятиям привлекать средства от широкого круга инвесторов. Развитие облигаций и других долговых инструментов предоставило правительствам и корпорациям альтернативные способы финансирования.
В 20-21 веках возникли новые формы финансирования, такие как венчурный капитал и хедж-фонды. Глобализация привела к росту международного финансирования и появлению многонациональных финансовых институтов. Технологические достижения, такие как интернет и мобильные устройства, революционизировали доступ к финансированию и способы его получения.
До сих пор финансирование остается жизненно важным компонентом экономической деятельности и играет решающую роль в росте и развитии организаций и обществ.

## Виды финансирования
- возмездное (платное)
  - заём
  - кредит
  - ссуда
  - аренда
- безвозмездное (бесплатное)
  - пожертвование, дарение
  - субсидия
  - субвенция
  - дотация
  - грант